# Peter Neumann (Kirchenmusiker)
Peter Neumann (* 8. März 1940 in Karlsruhe) ist ein deutscher Kirchenmusiker.
In Karlsruhe als Sohn eines Pfarrers geboren (gemeinsam mit Zwillingsbruder Martin), studierte Neumann Kirchenmusik und Orchesterleitung in Karlsruhe, Heidelberg, Berlin und Paris. In Berlin wurde er von Michael Schneider im Orgelspiel unterrichtet. Nachdem Schneider 1965 eine Professur für Orgel in Köln angetreten hatte, wurde Neumann 1967 sein Assistent in Köln und besetzte danach die Kirchenmusikerstelle an der Kartäuserkirche in Köln. Als Stipendiat der Studienstiftung des deutschen Volkes studierte er in Paris bei Gaston Litaize und kurzzeitig auch bei Olivier Messiaen. Im Fach Orchesterleitung wurde Neumann maßgeblich durch seinen Lehrer Sergiu Celibidache beeinflusst.
In Köln leitet er den Kölner Kammerchor sowie das Collegium Cartusianum. Mit diesen Ensembles arbeitet er seitdem in Köln eng zusammen und führte viele geistliche Werke auf. Neumann konzentrierte sich dabei auf Werke der sog. Alten Musik bis hin zur Romantik. So spielte er Werke von Claudio Monteverdi, Heinrich Schütz, Johann Sebastian Bach, Wolfgang Amadeus Mozart, Johannes Brahms und weiteren Komponisten auf Tonträgern ein. 1982 gewann Neumann mit dem Kölner Kammerchor den Gran Premio Città di Arezzo, wodurch der Chor auch im Ausland, speziell in Italien, bekannt wurde.
Bis März 2005 leitete er die Kartäuserkantorei. Neben seiner Tätigkeit als Dirigent lehrte er als Professor für Orgel an der Hochschule für Musik Köln. 2015 wurde er mit der Bach-Medaille der Stadt Leipzig ausgezeichnet.

## Tondokumente (Auswahl)
- Mozart-Messen (Gesamteinspielung bei EMI, 1993–1998)
- Missa sacra von Robert Schumann („Diapason d'Or“)
- Johann Sebastian Bach: Johannes-Passion (1999)
- Georg Friedrich Händel:  Saul (1998), Susanna (1999), Theodora (2000), Belshazzar (2001),  Athalia (2004), Joshua (2007), Alexanderfest und Ode für St. Cecilia (2008)
- Wolfgang Amadeus Mozart: Salzburger Kirchenmusik (2006, Missa in C, KV 337, Vesperae solennes de Confessore KV 339)